# Sammy Goosen
Hendrik Willem Nicolaas Sammy Goosen (1892, data de morte desconhecida) foi um ciclista sul-africano, que foi especialista em provas de pista.
Representou a África do Sul durante os Jogos Olímpicos de Verão de 1920 em Antuérpia, onde conquistou a medalha de prata na perseguição por equipes, juntamente com James Walker, William Smith e Henry Kaltenbrun.
Também participou na prova de tandem, fazendo par com George Thursfield; e na velocidade individual, sendo eliminado em ambas as provas dos Jogos de Antuérpia 1920.